# James Hurt
James Maurice Hurt Jr (* 8. Mai 1967 in Memphis, Tennessee) ist ein US-amerikanischer Jazzpianist (auch E-Piano, Keyboards, Synthesizer, Perkussion) und Komponist.

## Leben und Wirken
Hurt besuchte die Watkins Overton High School of the Creative and Performing Arts, wo er in Perkussion ausgebildet wurde. Nach einem Auftritt mit Phineas Newborn wechselte er zum Piano als Hauptinstrument. Ab Mitte der 1990er-Jahre arbeitete mit Jay Collins, Frank Lacy, Abraham Burton, Russell Gunn, Antonio Hart, Sherman Irby, Abbey Lincoln, Jacques Schwarz-Bart und Jorge Sylvester. 1999 nahm er für Blue Note Records sein Debütalbum Dark Grooves – Mystical auf, an dem u. a. Schwarz-Bart, Robin Eubanks, François Moutin und Ari Hoenig mitwirkten. In den 2000er-Jahren arbeitete er außerdem mit Graham Haynes, Adam Rudolph und Fabio Morgera.
Im Bereich des Jazz war er zwischen 1995 und 2012 an 31 Aufnahmesessions beteiligt. Gegenwärtig (2016) spielt er bei Rudresh Mahanthappa in dessen Neuauflage von Return of ‘Saturn Returns’.